# Marie Schneegans
Pour l’article homonyme, voir Schneegans.
Marie Schneegans (prononcé : /ˈʃneːˌɡans/) est une entrepreneuse née en 1993 à Lausanne. Elle est la cofondatrice et PDG des applications mobiles Never Eat Alone et Workwell, dont l'objectif est d'améliorer la qualité de vie des employés dans leur quotidien professionnel.

## Origines, famille et vie personnelle
Marie Schneegans naît en 1993 à Lausanne, dans le canton de Vaud. Son père est alsacien et sa mère allemande. Durant sa jeunesse, elle vit dans plusieurs villes telles que Lausanne, Engelberg, Saint-Gall ou encore Zurich suivant les mutations professionnelles de son père, cadre chez Manor. Sa mère est infirmière.

## Formation et carrière
Marie Schneegans fait ses études secondaires à Lausanne. Pendant ses études supérieures, elle travaille chez Manor à Genève, Vevey et Morges, dans le département des ventes. À 17 ans, elle est admise à l'Université de Saint-Gall qu'elle quitte au bout d'une journée. Elle décide alors d'aller à Paris pour se tourner vers le mannequinat mais au bout d'un an chez Metropolitan, en 2012 elle reprend ses études en ingénierie financière à l'Université Paris-Dauphine, un programme en collaboration avec l'Université Johann Wolfgang Goethe de Francfort-sur-le-Main. Lors de ses études, Marie Schneegans fait un stage dans l'entreprise de micro-finance au Cambodge YCP. Au cours de sa dernière année universitaire, elle est engagée par UBS, à Zurich, en tant que stagiaire dans le département gestion de fortune pour une durée de 3 mois,.
Elle cofonde l'espace collaboratif baptisé Freespace en 2013 à Paris,.

### Never Eat Alone et Workwell
L'idée de cette application lui vient lors de son stage chez UBS, pour diversifier ses fréquentations lors de ses pauses repas. Après avoir remporté le Hackathon européen StartupBus en octobre 2014 au Pioneers Festival à Vienne, Marie Schneegans s'installe à San Francisco en mai 2015, où elle lance sa première application Never Eat Alone (Ne mange jamais seul). Son prix consiste à être accompagné à San Francisco pour booster une start-up européenne. Elle y développe son concept, avant de s'installer à Paris et d'en faire une entreprise à part entière.
Elle s'associe à son ami et mentor Paul Dupuy, qu'elle rencontre lors de ses études à Paris, afin de créer Never Eat Alone. Myra Braganti, experte en transformation digitale et innovation collaborative, qu'elle rencontre lors de son expérience à San Francisco, rejoint l'équipe en tant que directrice commerciale (en).
L'application mobile permet aux employés d'une même entreprise de se réunir afin de partager leurs pauses repas selon leurs centres d'intérêts mais aussi de créer du lien, de développer son réseau et ses projets,. L'algorithme de l'application met en lien les utilisateurs,.
Après un an d'existence, la start-up signe avec une centaine d'entreprises. La moitié des entreprises françaises formant le CAC 40, notamment Danone, L'Oréal, Engie et Allianz,,.
Les retours des clients montrant que les utilisateurs de Never Eat Alone souhaitent utiliser l'application pour davantage de services, elle décide de lancer sa seconde application, Workwell, en 2017,. Basé à Paris et New York, Workwell réunit toutes sortes de services pour les employés tout en y intégrant l'aspect social de Never Eat Alone.